# 1390 en santé et médecine
| Années de la santé et de la médecine : 1387 - 1388 - 1389 - 1390 - 1391 - 1392 - 1393    |
| Décennies de la santé et de la médecine : 1360 - 1370 - 1380 - 1390 - 1400 - 1410 - 1420 |

Cet article présente les faits marquants de l'année 1390 en santé et médecine.

## Événement
- Fondation de l'hôpital Saint-André de Bordeaux par le chanoine Vital Carles, qui en confie la direction à un laïc, auquel il est « plus honnête de panser, de servir les pauvres malades qu'à un prêtre qui a à célébrer le sacrement à l'autel et à faire les offres divins[1] » ; en 2003, l'hôpital a été intégré au centre hospitalier universitaire.

## Publication
- Vers 1390 : Mansour ibn Ilyas : Tashrih-i badan-i insan (Anatomie du corps humain), traité persan comprenant la première illustration anatomique de l’ensemble du corps humain préservée issue du monde islamique[2].

## Naissances
- Vers 1390 : Cristoforo Barzizza (mort en 1445), médecin italien, professeur à Pavie, auteur d'un Introductorium ad opus practicum medicine, d'une Lectura super nono Almansoris Rasis (« leçons sur le neuvième livre du Traité de médecine pour Mansour de Rhazès[3] ») ou encore des Intentiones habende in febribus[4].
- 1390-1393 : Giovanni Arcolani (de)[5] (mort en 1458), médecin italien, professeur à Bologne, Padoue et Ferrare, auteur d'une Practica medica et de commentaires de Rhazès et d'Avicenne[6].

## Décès
- François Bartholomei de Senis (date de naissance inconnue), professeur de médecine à Pérouse, médecin du pape Grégoire XI, « ami de Pétrarque, correspondant de sainte Catherine de Sienne, lié avec le cardinal Pietro Corsini et avec Urbain VI[7] ».
- Après 1390 : Jean de Tournemire (né en 1330), maître régent, chancelier de la faculté de médecine de Montpellier, médecin du pape Clément VII à Avignon, appelé à Paris par le roi Charles VI et auteur d'un Tractatus de febribus, d'un Introductorium ad practicam, d'un Tractatus de ingenio sanitatis et d'un Classificatorium, commentaire du neuvième livre du Traité de Rhazès[8].